# 1376.
◄ | 13. stoljeće | 14. stoljeće | 15. stoljeće | ►
◄ | 1340-ih | 1350-ih | 1360-ih | 1370-ih | 1380-ih | 1390-ih | 1400-ih | ►
◄◄ | ◄ | 1373. | 1374. | 1375. | 1376. | 1377. | 1378. | 1379. | ► | ►►
Arhitektura • Astronomija • Glazba • Knjige • Književnost • Kršćanstvo • Medicina • Pravo • Promet • Slikarstvo • Znanost

## Smrti
- 8. lipnja – Edvard Crni Kraljević, engleski kraljević (* 1330.)

## Vanjske poveznice
|  | Zajednički poslužitelj ima još gradiva o temi 1376. |